# 腓特烈港市鎮
腓特烈港市鎮（丹麥語：Frederikshavn Kommune）是丹麥的一個市鎮，位於北日德蘭島東北部，西隔斯卡格拉克海峽，東隔卡特加特海峽與挪威相望，屬北日德蘭大區。面積648.6平方公里，2009年人口62,525人。首府腓特烈港。
2007年1月1日由原腓特烈港和斯卡恩和賽比兩個市鎮合併而成。